# Bromus richardsonii
Bromus richardsonii är en gräsart som beskrevs av Heinrich Friedrich Link. Bromus richardsonii ingår i släktet lostor, och familjen gräs. Inga underarter finns listade i Catalogue of Life.